# Wetzel – Karlsbader Oblaten- und Waffelfabrik
Die Wetzel – Karlsbader Oblaten- und Waffelfabrik GmbH ist eine Oblaten- und Waffelbäckerei aus Dillingen an der Donau. Wetzel ist in Deutschland Marktführer im Bereich der Oblatenproduktion.

## Geschichte
1923 gründete Lieselotte Denk mit ihrem Mann Wilhelm das Café Engel in Marienbad. Nach der Rezeptur der Reichenbacher Mönche wurden dort Oblaten mit Butter, Zucker, Mandeln und Haselnüssen gefüllt und gebacken. Das Café Engel wuchs in den Jahren zwischen den beiden Weltkriegen schnell und belieferte weitere Cafés im Bäderdreieck mit Marienbader- und Karlsbader-Oblaten. Nach Kriegsende musste Marlene Wetzel (1922–2019) im Zuge der Vertreibung der Sudetendeutschen Marienbad verlassen und wanderte nach Dillingen an der Donau aus. Hier gründete sie 1948 gemeinsam mit Hans Hackspacher die Wetzel – Karlsbader Oblaten- und Waffelfabrik GmbH. In den 1960er Jahren entschloss sich Marlene Wetzel, Bayerns erste weibliche Konditormeisterin, zu einem stärkeren maschinellen Einsatz für die fabrikmäßige Produktion der Waffeln und Oblaten. Damit begann der Aufstieg des Unternehmens zum Oblaten-Marktführer. In der Zeit zwischen 1980 und 2000 wurden verschiedene Firmen zugekauft und die Firma Bavaria Kerzen gegründet. 1992 starb Hans Hackspacher sen. und sein Sohn Hans Hackspacher und Marlene Wetzel-Hackspacher übernahmen die Leitung. Im August 2017 verstarb Hans Hackspacher jun., die Geschäftsleitung übernahmen Christian Deisenhofer und Karolina Ernst.
Für ihre unternehmerischen Leistungen wurde Marlene Wetzel-Hackspacher 1982 mit den Bundesverdienstkreuz am Bande ausgezeichnet. Als erster Frau im Freistaat wurde ihr im April 1983 die Ehrenurkunde für Verdienste um den Aufbau der bayerischen Wirtschaft verliehen. Die Stadt Dillingen ernannte sie 2003 zur Ehrenbürgerin.

## Karlsbader Oblatenstreit
Seit Mitte der 2000er gibt es einen Streit zwischen Deutschland, Österreich und Tschechien über die Bezeichnung Karlsbader Oblate. 2011 entschied die EU, dass die tschechische Bezeichnung „Karlovarské oplatky“ als geographische Angabe geschützt wird. Den deutschen und österreichischen Herstellern werde aber eine fünfjährige Frist eingeräumt, in der sie die deutsche Bezeichnung „Karlsbader Oblaten“ weiter verwenden dürfen. Hersteller, die die deutsche Bezeichnung rechtlich geschützt haben, dürfen die Bezeichnung unabhängig von der Frist weiter nutzen. Wetzel – Karlsbader Oblaten- und Waffelfabrik ist das einzige Unternehmen in Deutschland, das weiterhin Karlsbader Oblaten produzieren und vertreiben darf.